# E Più Ti Penso
E Più Ti Penso is een lied van de Italiaanse tenor Andrea Bocelli en de Amerikaanse zangeres Ariana Grande. Het werd uitgebracht op 1 oktober 2015. Het is de eerste single van Andreas album Cinema dat op 23 oktober 2015 uit is gekomen. Het nummer is geschreven door Ennio Morricone, Mogol en Tony Renis. Het is geproduceerd door David Foster, Humberto Gatica en tevens Tony Renis. Het nummer is geschreven voor de Italiaans-Amerikaanse misdaadfilm Once Upon a Time in America.
Het nummer kwam op de eerste plaats terecht in de officiële Amerikaanse lijst van klassieke muziek, waarmee Andrea zijn zestiende nummer 1-hit in die lijst scoorde. Voor Ariana Grande is dit haar eerste nummer 1-hit in die lijst en ook haar eerste en enige notering.

"To have a record with Andrea is just so surreal and so special, and something that I never thought would happen," Grande says. "Ik ben zo dankbaar. Hij is … Andrea Bocelli."
— Ariana Grande over het samenwerken met Andrea Bocelli.

## Muziekvideo
Op 13 oktober 2015 kwam de muziekvideo van E Più Ti Penso uit op Bocelli's YouTubekanaal. Sindsdien is het al bijna 51 miljoen keer bekeken.

## Tracklijst
| Nr. | Titel                                                    | Duur  |
| --- | -------------------------------------------------------- | ----- |
| 1.  | E Più Ti Penso (Van de film Once Upon a Time in America) | 04:27 |

## Releasedata
| Land   | Releasedatum   | Formaat        | Label |
| ------ | -------------- | -------------- | ----- |
| Japan  | 1 oktober 2015 | Muziekdownload | Sugar |
| Spanje | 1 oktober 2015 | Muziekdownload | Sugar |